# Аслан, Сиявуш
Сиявуш Аслан (азерб. Səyavuş Məmmədağa oğlu Aslan; при рождении Асланов; 5 сентября 1935, Баку — 27 июня 2013, там же) — азербайджанский актёр театра и кино, Народный артист Азербайджанской ССР (1982).

## Биография
Сиявуш Мамедага оглы Асланов родился 5 сентября 1935 года в Баку. Актёрскую деятельность начал в драматическом кружке как любитель. В 1954 году некоторое время играл на сцене Музыкальной комедии, в 1958 году — Губинского государственного драматического театра. Долгое время был актёром Азербайджанского государственного театра музыкальной комедии. В период с 1994 по 1996 год являлся художественным руководителем этого театра. С 1984 года — актёр Азербайджанского академического драматического театра.
Помимо театральной деятельности, Сиявуш Аслан снимался в телеспектаклях и кинофильмах. В 1974 году Сиявуш Аслан был удостоен звания Заслуженного артиста Азербайджанской ССР, а в 1982 году — Народного артиста. Сиявуш Аслан получал также персональную президентскую стипендию. 25 июня 2013 года Сиявуш Аслан был награждён орденом «Честь». Через два дня, 27 июня, актёр скончался. Траурная церемония прощания с народным артистом прошла на сцене Академического драматического театра. Сиявуш Аслан был похоронен на второй II Аллее почётного захоронения в Баку.

## Семья
Супруга — Офелия Аслан Афганлы (1939—2010), актриса, дочь актёра Рзы Афганлы и художника по костюмам Бадуры Афганлы (развелись):
Сыновья — Чингиз Асланов, Эльдар Асланов.

## Творчество

### Роли в театре
- «Гамлет»
- «Ах, Париж, Париж!»
- «Дочь правителя»
- «Мой любимый сумасшедший»
- «Богатая женщина»

### Фильмография
- 1963 — Где Ахмед? — Рамиз
- 1963 — Ромео, мой сосед — Самед
- 1964 — Улдуз
- 1976 — Четыре времени года
- 1981 — Дорожное происшествие — Курбан
- 1982 — Здесь тебя не встретит рай
- 1982 — Так нужно
- 1982 — Дома на перекрёстке
- 1983 — Хочу жениться — Гаджи Камяб
- 1983 — Учитель музыки — директор школы Валех Мамедович
- 1985 — Джин в микрорайоне
- 1985 — Украли жениха — Мустафа
- 1986 — Листопад в пору лета — Шамси
- 1986 — Окно печали
- 1986 — Особые обстоятельства
- 1987 — Человек в зелёных очках
- 1990 — Не влезай,убьёт
- 1991 —  Вне
- 1993 — Красный поезд — Nixes
- 1993 — Мой белый город
- 1993 — Привет с того света
- 2001 — Сон — Фараджов
- 2002 — Хаджи Гара — Хаджи Гара
- 2005 — Будь мужчиной!

## Награды и звания
- Орден «Честь» (25 июня 2013 года) — за заслуги в развитии азербайджанского театра[6].
- Орден «Слава» (9 декабря 1995 года) — за заслуги в развитии азербайджанского национального театрального искусства[7].
- Народный артист Азербайджанской ССР (1 декабря 1982 года)[8].
- Заслуженный артист Азербайджанской ССР (1 июня 1974 года)[9].
- Почётный диплом Президента Азербайджанской Республики (3 сентября 2010 года) — за заслуги в развитии азербайджанского искусства[10]
- Золотая медаль «Театральный деятель»[азерб.] (2004 год, Союз театральных деятелей Азербайджана)[11]
- Персональная пенсия Президента Азербайджанской Республики (5 июля 2003 года)[12]